# Юнацька збірна Боснії і Герцеговини з футболу (U-18)
Юнацька збірна Боснії і Герцеговини з футболу (U-18) — національна футбольна збірна Боснії і Герцеговини, що складається із гравців віком до 18 років. Керівництво командою здійснює Футбольна асоціація Боснії і Герцеговини. Збірна може брати участь у товариських і регіональних змаганнях.
Формує найближчий кадровий резерв для основної юнацької збірної, команди до 19 років, яка може кваліфікуватися на Юнацький чемпіонат Європи з футболу (U-19). До зміни формату юнацьких чемпіонатів Європи у 2001 році саме команда 18-річних функціонувала як основна юнацька збірна і була учасником континентальної юнацької першості з футболу.

## Чемпіонат Європи (серед 18-річних)
| Статистика чемпіонатів Європи U18 | Статистика чемпіонатів Європи U18 | Статистика чемпіонатів Європи U18 | Статистика чемпіонатів Європи U18 | Статистика чемпіонатів Європи U18 | Статистика чемпіонатів Європи U18 | Статистика чемпіонатів Європи U18 | Статистика чемпіонатів Європи U18 | Статистика чемпіонатів Європи U18 |    | Статистика відбіркових турнірів | Статистика відбіркових турнірів | Статистика відбіркових турнірів | Статистика відбіркових турнірів | Статистика відбіркових турнірів | Статистика відбіркових турнірів | Статистика відбіркових турнірів |
| Рік                               | Раунд                             | І                                 | В                                 | Н                                 | П                                 | Г+                                | Г-                                | РГ                                | І  | В                               | Н                               | П                               | Г+                              | Г-                              | РГ                              |                                 |
| 1998                              | не кваліфікувалася                | не кваліфікувалася                | не кваліфікувалася                | не кваліфікувалася                | не кваліфікувалася                | не кваліфікувалася                | не кваліфікувалася                | не кваліфікувалася                | 3  | 0                               | 0                               | 3                               | 0                               | 9                               | −9                              |                                 |
| 1999                              | не кваліфікувалася                | не кваліфікувалася                | не кваліфікувалася                | не кваліфікувалася                | не кваліфікувалася                | не кваліфікувалася                | не кваліфікувалася                | не кваліфікувалася                | 4  | 2                               | 0                               | 2                               | 8                               | 9                               | −1                              |                                 |
| 2000                              | не кваліфікувалася                | не кваліфікувалася                | не кваліфікувалася                | не кваліфікувалася                | не кваліфікувалася                | не кваліфікувалася                | не кваліфікувалася                | не кваліфікувалася                | 3  | 1                               | 1                               | 1                               | 4                               | 4                               | =0                              |                                 |
| 2001                              | не кваліфікувалася                | не кваліфікувалася                | не кваліфікувалася                | не кваліфікувалася                | не кваліфікувалася                | не кваліфікувалася                | не кваліфікувалася                | не кваліфікувалася                | 3  | 0                               | 0                               | 3                               | 1                               | 10                              | −9                              |                                 |
| Усього                            | 0/4                               | 0                                 | 0                                 | 0                                 | 0                                 | 0                                 | 0                                 | 0                                 | 13 | 3                               | 1                               | 9                               | 13                              | 32                              | −19                             |                                 |